# Coelogyne bruneiensis
Coelogyne bruneiensis är en orkidéart som beskrevs av De Vogel. Coelogyne bruneiensis ingår i släktet Coelogyne, och familjen orkidéer. Inga underarter finns listade i Catalogue of Life.